# Rebecca Black
Rebecca Renee Black (Anaheim Hills, 21 de junho de 1997) é uma atriz e cantora norte-americana revelada através do YouTube, onde o videoclipe de seu single "Friday" (2011) teve mais de 55 milhões de acessos em pouco mais de 1 mês. O clipe dessa música é também um dos mais rejeitados da história do YouTube, com mais de 3 milhões de "dislikes" em pouco mais de 150 milhões de visualizações.

## Biografia
Rebecca nasceu em Anaheim Hills, cidade pertencente ao Condado de Orange, na Califórnia, e tem ascendência mexicana, inglesa, italiana e polonesa. Após ter aulas de dança por alguns anos, Rebecca, em sua transição da infância à adolescência, mostrou interesse por se tornar cantora, procurando aprimorar-se ao participar de testes para musicais de seu colégio e acampamentos de verão de música. Em 2008, aos dez anos, começou cantar profissionalmente ao integrar o grupo patriota de música Celebration USA. No final de 2010 uma colega de Rebecca, que havia assinado com a ARK Music Factory recentemente, contou-a sobre a gravadora e a possível realização de seu sonho. Após procura-los a cantora assina com a ARK Music Factory e sua a mãe da cantora, Georgina Kelly, pagou cerca de 2 mil dólares para um pacote que incluiu a escolha de duas músicas pré-escritas e metade dos custos de produção do videoclipe do primeiro single a ser lançado. Segundo Rebecca, foi lhe oferecido duas canções, porém a primeira delas falava sobre um romance adulto e desilusões, sendo que a cantora recusou por não ter passado por essas experiências de vida ainda. A segunda canção, que falava sobre sair com os amigos e se divertir, acabou sendo escolhida, sendo ela o primeiro single "Friday".

## Carreira

### Início
Em 11 de fevereiro de 2011 foi lançado o videoclipe de "Friday" para o YouTube, sendo gravado em janeiro com participação de familiares e amigos reais da cantora em cerca de 12 horas de gravação. O vídeo recebeu apenas mil visualizações em seu primeiro mês de lançamento. No entanto em 11 de março o vídeo começou a se espalhar pelo território da internet, recebendo milhões de visitas a cada dia, sendo motivo de chacota para a maioria das pessoas embalado pela composição sem sentido e cenas de baixo orçamento no vídeo, além de piadas sobre Rebecca e suas amigas, o que ficou conhecido como cyberbullying. Em menos de duas semanas o vídeo havia se espalhado por vários sites e recebido críticas e resenhas de importantes revistas como a Billboard e a Rolling Stone. Apesar das críticas negativas e de não ser levado a sério, "Friday" tomou dimensões grandes e acabou sendo lançado oficialmente para compra no iTunes, somando  cerca de 40.000 cópias vendidas em sua primeira semana. O videoclipe do single alcançou a marca de 60 milhões de acessos em um mês de lançamento oficial, ultrapassando vídeos como "Hold It Against Me" de Britney Spears e "What The Hell" de Avril Lavigne, ambos com o dobro do tempo postado. O single rendeu 27 mil dólares na primeira semana no iTunes.
Rebecca declarou em entrevista estar gravando uma nova canção intitulada "LOL", que será lançada como segundo single oficial. A cantora ainda afirmou que já deu início a gravação de seu primeiro álbum nos estúdios da Flying Pig Productions, em Los Angeles, sendo lançado pela ARK Music Factory. Segundo Rebecca o álbum trará canções semelhantes a "Friday" e será "adequado e leve". Há algum tempo Rebecca briga com a Ark Music Factory sobre os direitos da música "Friday", que chegava a render cerca de US$ 27 mil por semana com vendas na iTunes Store e com as exibições no YouTube, segundo estimativas da revista Billboard estadunidense. De acordo com Rebecca, sua família pagou US$ 4 mil para produzir o vídeo e a música, mas o contrato dizia que todos os direitos referentes à obra seriam de propriedade do comprador, no caso, a família da cantora.
Rebecca Black participou do clipe de "Last Friday Night (T.G.I.F.)", de Katy Perry. Perry brincou no Twitter, dizendo que usou o método do filme "Inception/A Origem" ao colocar Rebecca num clipe que fala sobre sexta-feira: "É um sonho dentro de outro sonho, gente...".

### 2011-2012:My MomentePerson of Interest
O clipe oficial do single My Moment, foi lançado no dia 18 de julho de 2011 e depois de dois meses chega a 25 milhões de acessos, sendo que até o referido momento o vídeo teve mais de 300 mil pessoas que o avaliaram como bom, e o dobro desse número o avaliou como ruim. Grande parte dessa ainda grande negatividade é pelo vídeo de "Friday" e por muitos que dizem que a música é, de grande parte, feita com auto-tune, já que sua voz tem uma grande diferença de uma música à outra, principalmente se for levada em consideração os vídeos espalhados pelo youtube onde há cenas dela cantando sem acompanhamento de nenhum instrumento. Um dos vídeos mais famosos é um que Rebecca faz uma versão acapella de "Baby" (Justin Bieber).
O clipe da música "Person of Interest" conhecido também como POI , foi lançado oficialmente em 11 de novembro de 2011, sendo também muito criticado. Os que não gostaram, alegavam que também seria grande parte da canção, feita de auto-tune.

### 2012:Sing IteIn Your Words
Em maio de 2012 Rebecca lançou o single Sing It com um tema mais de verão. O video já passou de 16 milhões de acesso e tem mais pessoas que gostaram do que não gostaram, ou seja, há mais votos positivos do que negativos.
Em 23 de novembro de 2012 ela também lançou um novo single In Your Words que pertence ao seu novo álbum ainda não lançado. Rebecca fez participações em webséries e programas de televisão. O single foi recebido bem, pelos internautas do Youtube. E no dia 23 de dezembro de 2012 faz seu primeiro show solo no House Of Blues Anaheim. Também em 2012, Rebecca lança o EP My Moment.

### 2017-presente:RE / BLe carreira atual
Em 2017, Black lança o EP RE / BL. Atualmente, Rebecca continua a carreira de cantora com vídeos em seu canal no YouTube.

## Público
Atualmente Rebecca tem um público grande em todo o mundo, e milhares de seguidores no Twitter. Ela participa de eventos e premiações no EUA e fora do país também, como um pequeno show que ela já fez em Sydney, Austrália. Rebecca Black também esta em uma Animação de nome, Tu Xia Chuan Qi, onde empresta sua voz para uma gata, Penny.

## Filmografia
| Data | Nome                   | Personagem            | Notas                                   |
| ---- | ---------------------- | --------------------- | --------------------------------------- |
| 2011 | Tu Xia Chuan Qi        | Penny                 | Voz                                     |
| 2012 | U B Da Judge           | Participação especial | Curta-metragem                          |
| 2012 | Katy Perry: Part of Me | Aparição              | Filme-documentário                      |
| 2012 | My Music               | Ela mesma             | Web show, "Back in Black!" (episódio 6) |

## Discografia

### Extended play
| Título  | Detalhes do EP                                                                                   |
| ------- | ------------------------------------------------------------------------------------------------ |
| RE / BL | - Lançamento: 15 de setembro de 2017 - Gravadora: Rebecca Black - Formatos: Download digital, CD |

### Singles
| Título                     | Ano  | Álbum             |
| -------------------------- | ---- | ----------------- |
| "Friday"                   | 2011 | singles sem álbum |
| "My Moment"                | 2011 | singles sem álbum |
| "Person of Interest"       | 2011 | singles sem álbum |
| "Sing It"                  | 2012 | singles sem álbum |
| "In Your Words"            | 2012 | singles sem álbum |
| "Saturday" (com Dave Days) | 2013 | singles sem álbum |
| "The Great Divide"         | 2016 | RE / BL           |
| "Foolish"                  | 2017 | RE / BL           |
| "Heart Full of Scars"      | 2017 | RE / BL           |
| "Scream" (com Sondrey)     | 2017 | single sem álbum  |
| "Satellite"                | 2018 | RE / BL           |
| "Anyway"                   | 2019 | RE / BL           |

## Prêmios e indicações
Em abril de 2011, o MTV O Music Awards, um dos prêmios anuais da MTV para a arte, criatividade, personalidade e tecnologia da música indicou "Which Seat Can I Take?" para "GIF Animado Favorito" que incluía uma imagem de Rebecca Black com 50 Cent e Bert. Ela venceu na categoria "Estrela de Internet Escolhida" nos Prêmios Teen Choice em agosto de 2011.
| Ano  | Trabalho                 | Evento             | Prêmio                        | Resultado |
| ---- | ------------------------ | ------------------ | ----------------------------- | --------- |
| 2011 | "Which Seat Can I Take?" | MTV O Music Awards | GIF Animado Favorito          | Indicado  |
| 2011 | Ela mesma                | Teen Choice Awards | Estrela de Internet Escolhida | Venceu    |